# Сикорук, Леонид Леонидович
Леони́д Леони́дович Сикору́к (23 июля 1937, Осинники  — 2 марта 2025, Новосибирск) — советский и российский режиссёр неигрового кино, кинооператор, популяризатор науки, автор познавательной литературы. Заслуженный деятель искусств Российской Федерации (1996).

## Биография
Родился в городе Осинники Кемеровской области в семье служащих. Учился в школе Ленинска-Кузнецкого. Попавшаяся ему в младших классах школы книга «Телескопы» определила его дальнейшее увлечение астрономией.
В период 1954—1957 годов обучался в Новосибирском инженерно-строительном институте имени В. В. Куйбышева, работал там же кинолаборантом. Увлёкшись кино, с 1958 года перешёл работать на Новосибирскую студию телевидения, начав с корреспондента. Выступил оператором, сняв несколько фильмов на вновь образованной студии «НовосибирскТелефильм». Поступил на заочное отделение операторского факультета ВГИКа, который окончил в 1968 году.
В начале 1970-х годов создал на студии серию телевизионных передач «Физика для малышей».
В 1973 году организовал Клуб любителей телескопостроения имени Д. Д. Максутова. Стал инициатором начала промышленного производства телескопов ТАЛ на Новосибирском приборостроительном заводе.
Авторитет в среде любителей телескопостроения. Второе издание его книги «Телескопы для любителей астрономии» стало последней книгой по любительской астрономии, выпущенной в СССР. Она стала популярной и цитируемой книгой среди любителей телескопостроения республик бывшего СССР.
Сотрудничал с Западно-Сибирской студией кинохроники (Западно-Сибирская киностудия — с 1992 года). Был директором организованной им детской телекомпании «Старая мельница». Л. Сикорук стал героем телефильма «Космос Леонида Сикорука» (режиссёр С. Касаткина; 2007).
Член Союза кинематографистов СССР (Западно-Сибирское отделение).
В январе 2009 года Международный астрономический союз присвоил астероиду 8561 имя Sikoruk.
Скончался 2 марта 2025 года в Новосибирске. Похоронен на Заельцовском кладбище.

### Семья
Был женат, воспитывал дочь — Ирину Сикорук, которая в начале 1970-х годов снялась в цикле научно-популярных фильмов «Физика в забавах».

## Избранная фильмография
Режиссёр
- 1971 — Физика в забавах. Часть 1[10]
- 1971 — Физика в забавах. Часть 2[11]
- 1971 — Физика в забавах. Часть 3[12]
- 1976 — Телескопы. Фильм 1[13]
- 1977 — Телескопы. Фильм 2[14]
- 1978 — Телескопы. Фильм 3
- 1981 — Мир вокруг нас
- 1982 — След, который оставила точка
- 1982 — Телега с квадратным колесом
- 1982 — Угол для непослушных детей
- 1983 — Геометрические капризы
- 1983 — История с ромбами
- 1983 — Как работают треугольники
- 1984 — Вечное движение
- 1984 — Луна и месяц
- 1984 — Неуловимый горизонт
- 1985 — Наша круглая Земля
- 1985 — Наше Солнце
- 1985 — Откуда взялись телескопы
- 1990 — Академия детских наук. Как устроена песня[15]
- 1990 — Как играть на чём придётся
- 1990 — Как сделать себе оркестр

Оператор
- 1961 — Короткое затишье
- 1961 — Лунные стада
- 1962 — Так начиналась жизнь
- 1963 — Защитите своих детей
- 1964 — Враги
- 1964 — Город имени Куйбышева
- 1965 — Поединок
- 1966 — Аудитория 312
- 1967 — Храм Сатурна
- 1969 — Птицеград
- 1971 — Как в кино делают лилипутов и другие истории
- 1971 — Как увидеть свой голос, Почему поёт пластинка и другие истории
- 1971 — Про дрожалку и пищалку, Спичечный телефон и другие истории
- 1971 — Физика в забавах. Часть 1
- 1971 — Физика в забавах. Часть 2
- 1971 — Физика в забавах. Часть 3
- 1972 — Греет ли шуба
- 1972 — Зачем кораблю паруса
- 1972 — Откуда берётся электричество
- 1972 — Почему взлетает воздушный шар
- 1972 — Про жидкие камни
- 1972 — Про ленивые колеса
- 1972 — Солнечные зайчики
- 1976 — Телескопы. Фильм 1
- 1977 — Телескопы. Фильм 2

Сценарист
- 1967 — Храм Сатурна (в соавторстве)
- 1971 — Как в кино делают лилипутов и другие истории
- 1971 — Как увидеть свой голос, Почему поёт пластинка и другие истории
- 1971 — Про дрожалку и пищалку, Спичечный телефон и другие истории
- 1972 — Греет ли шуба
- 1972 — Зачем кораблю паруса
- 1972 — Откуда берётся электричество
- 1972 — Почему взлетает воздушный шар
- 1972 — Про жидкие камни
- 1972 — Про ленивые колеса
- 1972 — Солнечные зайчики
- 1976 — Телескопы. Фильм 1
- 1977 — Телескопы. Фильм 2
- 1981 — Мир вокруг нас
- 1982 — След, который оставила точка
- 1982 — Телега с квадратным колесом
- 1982 — Угол для непослушных детей
- 1983 — Геометрические капризы
- 1983 — История с ромбами
- 1983 — Как работают треугольники
- 1984 — Вечное движение
- 1984 — Луна и месяц
- 1984 — Неуловимый горизонт
- 1985 — Наша круглая Земля
- 1985 — Наше Солнце
- 1985 — Откуда взялись телескопы

## Звания и награды
- заслуженный деятель искусств (1996)[16];
- кандидат педагогических наук (1998)[17];
- человек года в Новосибирске (2012)[18][19];
- почётный житель Новосибирска[20].